# Deutsche Einband-Meisterschaft 1959/60

Veranstaltungsort: Karlsruhe

Die Deutsche Einband-Meisterschaft 1959/60 ist eine Billard-Turnierserie und fand vom 14. bis zum 15. April 1960 in Karlsruhe zum zehnten Mal statt.

## Geschichte
Zum fünften Mal in Folge gewann Walter Lütgehetmann auf sehr schwer zu spielenden Billardtischen den Titel im Einband. Da auch die Elfenbeinbälle in nicht sehr gutem Zustand waren, gab es ungewohnt schwache Leistungen. Platz zwei ging an den Allrounder August Tiedtke vor dem Münsteraner Joachim Eiter.

## Modus
Gespielt wurde im Round Robin-Modus bis 200 Punkte.
Die Endplatzierung ergab sich aus folgenden Kriterien:
1. Matchpunkte
2. Generaldurchschnitt (GD)
3. Bester Einzeldurchschnitt (BED)
4. Höchstserie (HS)

## Teilnehmer (alphabetisch)
1. Walter Lütgehetmann (Billard-Club Frankfurt/Main), Titelverteidiger
2. Josef Bolz (Billard-Sport-Klub 1934 Köln-Nippes)
3. Joachim Eiter (Billard-Gesellschaft Münster 1914)
4. Hans Ritschel (Billard-Sportverein München)
5. August Tiedtke (Düsseldorfer Billardfreunde 1954)

## Turnierverlauf
| Name           | MP  | Pkte | Aufn. | ED   | HS |
| -------------- | --- | ---- | ----- | ---- | -- |
| 1. Spielrunde  |     |      |       |      |    |
| August Tiedtke | 2:0 | 200  | 63    | 3,17 | 23 |
| Joachim Eiter  | 0:2 | 160  | 63    | 2,53 | 18 |
| Josef Bolz     | 2:0 | 200  | 83    | 2,40 | 26 |
| Hans Ritschel  | 0:2 | 145  | 83    | 1,74 | 11 |

| Name                | MP  | Pkte | Aufn. | ED   | HS |
| ------------------- | --- | ---- | ----- | ---- | -- |
| 2. Spielrunde       |     |      |       |      |    |
| Walter Lütgehetmann | 2:0 | 200  | 48    | 4,16 | 26 |
| Hans Ritschel       | 0:2 | 135  | 48    | 2,81 | 13 |
| Josef Bolz          | 0:2 | 106  | 48    | 2,20 | 11 |
| Joachim Eiter       | 2:0 | 200  | 48    | 4,16 | 20 |

| Name                | MP  | Pkte | Aufn. | ED   | HS |
| ------------------- | --- | ---- | ----- | ---- | -- |
| 3. Spielrunde       |     |      |       |      |    |
| August Tiedtke      | 2:0 | 200  | 55    | 3,63 | 28 |
| Hans Ritschel       | 0:2 | 176  | 55    | 3,20 | 17 |
| Walter Lütgehetmann | 2:0 | 200  | 72    | 2,77 | 33 |
| Josef Bolz          | 0:2 | 139  | 72    | 1,93 | 15 |

| Name                | MP  | Pkte | Aufn. | ED   | HS |
| ------------------- | --- | ---- | ----- | ---- | -- |
| 4. Spielrunde       |     |      |       |      |    |
| Walter Lütgehetmann | 2:0 | 200  | 36    | 5,55 | 27 |
| Joachim Eiter       | 0:2 | 85   | 36    | 2,36 | 12 |
| August Tiedtke      | 2:0 | 200  | 38    | 5,26 | 33 |
| Josef Bolz          | 0:2 | 138  | 38    | 3,63 | 20 |

| Name                | MP  | Pkte | Aufn. | ED   | HS |
| ------------------- | --- | ---- | ----- | ---- | -- |
| 5. Spielrunde       |     |      |       |      |    |
| Joachim Eiter       | 2:0 | 200  | 81    | 2,46 | 15 |
| Hans Ritschel       | 0:2 | 181  | 81    | 2,23 | 23 |
| Walter Lütgehetmann | 2:0 | 200  | 44    | 4,54 | 26 |
| August Tiedtke      | 0:2 | 104  | 44    | 2,36 | 19 |

## Abschlusstabelle
| MP    | Match Points (Sieger = 2; Unentschieden = 1; Verlierer = 0) |
| Pkte. | Erzielte Karambolagen                                       |
| Aufn. | Benötigte Versuche                                          |
| GD    | Generaldurchschnitt                                         |
| BED   | Bester Einzeldurchschnitt eines Spielers                    |
| HS    | Höchstserie                                                 |
|       | Bester GD des Turniers                                      |
|       | Bester ED des Turniers                                      |
|       | Beste HS des Turniers                                       |
|       | 1. Platz (Gold)                                             |
|       | 2. Platz (Silber)                                           |
|       | 3. Platz (Bronze)                                           |

| Endklassement             | Endklassement       | Endklassement | Endklassement | Endklassement | Endklassement | Endklassement | Endklassement | Endklassement | Endklassement |
| Platz                     | Name                | MP            | Pkte.         | Aufn.         | GD            | BED           | HS            |               |               |
| ------------------------- | ------------------- | ------------- | ------------- | ------------- | ------------- | ------------- | ------------- | ------------- | ------------- |
| 1                         | Walter Lütgehetmann | 8:0           | 800           | 200           | 4,00          | 5,55          | 33            |               |               |
| 2                         | August Tiedtke      | 6:2           | 704           | 200           | 3,52          | 5,26          | 33            |               |               |
| 3                         | Joachim Eiter       | 4:4           | 645           | 228           | 2,82          | 4,16          | 20            |               |               |
| 4                         | Josef Bolz          | 2:6           | 583           | 241           | 2,41          | 2,40          | 26            |               |               |
| 5                         | Hans Ritschel       | 0:8           | 637           | 267           | 2,38          | –             | 23            |               |               |
| Turnierdurchschnitt: 2,96 |                     |               |               |               |               |               |               |               |               |